# Tarsus
 For alternative betydninger, se Tarsus (flertydig). (Se også artikler, som begynder med Tarsus)
Tarsus (græsk: Ταρσός) er navnet på en by og en distrikt I den tyrkiske provins Mersin, byen ligger ca. 40 km fra den større by Adana. Den ligger på en sletten ved floden Seyhan Nehris udløb i Middelhavet.
Byens historie er mere end 5000 år har i lange perioder været centrum for handel mellem det vestlige og det østlige Middelhav. Mange civilisationer har haft stor indflydelse på byens historie, bl.a. da den blev hovedstad i 66 e.Kr. for den romerske provins, Cilicia og som scene for romancen mellem Marcus Antonius og Kleopatra. Den kristne apostel Paulus blev født her 10 e.Kr. Tidligere var byen underlagt hittitterne, assyrerne og været sæde for en af Perserrigets fire satrapper omkring 400 f.Kr. da Alexander den Store erobrede området. Efter romerne herskede byzantinerne, armenierne, seljukkkerne til byen blev en del af osmannerriget og til sidst Tyrkiet.
I moderne tid er Tarsus kommet til at stå i skyggen af den nærliggende storby Adana.
Tarsus har en lang historie som handelscentrum, og den er stadig centrum for området på den frugtbare Çukurovaslette. Byen er blevet centrum for industri knyttet til landbrug, men landbruget er stadig hovedindtægtskilden.